# Młyn wodny w Lubowidzu
Młyn wodny w Lubowidzu – drewniany młyn wodny znajdujący się w mieście Lubowidz, w powiecie zuromińskim, w województwie mazowieckim.
Młyn został zbudowany w 1895 roku. Znajduje się w spisie zabytków nieruchomych ujętych w Gminnej Ewidencji Zabytków Gminy Lubowidz. Obecnie w dawnym młynie działa elektrownia wodna, posiadająca nowoczesną turbinę. Należy do osoby prywatnej.